# Madonna in preghiera (Sassoferrato)
La Madonna in preghiera è un dipinto ad olio su tela realizzato intorno al 1640 dal Sassoferrato, attualmente esposto alla National Gallery di Londra. Ha come soggetto Maria che prega in un atteggiamento di devozione calma e silenziosa.

## Storia
Nel corso della sua carriera, il Sassoferrato si specializzò nella raffigurazione del tema della Vergine in preghiera, soggetto che, sviluppatosi già nel XV secolo, conobbe una notevole popolarità nel XVI secolo, anche per via del differente approccio alla fede promosso dai riformatori della Chiesa cattolica romana: questi, infatti, sostenevano un approccio al culto, che avrebbe infine condotto alla contemplazione individuale.
L'opera del Salvi fu fortemente ispirata dagli straordinari esempi precedenti di Raffaello e Perugino. In questo caso Sassoferrato scelsi di rifarsi maggiormente all'Urbinate, i cui dipinti presentavano eleganti vesti dalle colorazioni brillanti e tratti del viso scultorei. Un'altra tela dell'artista in cui è notevole l'influenza di Raffaello è La Vergine e il Bambino che si abbracciano, in cui diventa centrale anche la figura del Bambino Gesù.
Nel XVII secolo la Madonna sola in preghiera era divenuto un tema comune tra i dipinti a soggetto religioso. Ma fu solo intorno alla metà del XIX secolo che sia la Madonna in preghiera che la Vergine e il Bambino che si abbracciano furono acquistati dalla National Gallery, quando nel mondo dell'arte londinese si diffuse un rinnovato interesse per la pittura di Sassoferrato e del Raffaello stesso.
L'artista trasse grande vantaggio dalla realizzazione di queste piccole tele destinate a committenti privati, al punto da essere ampiamente riconosciuto come un vero e proprio maestro dei dipinti raffiguranti la Madonna in preghiera. Il suo approccio quasi commerciale (le tele erano simili e, oltre alle committenze private, erano spesso destinate ai fedeli in pellegrinaggio a Roma) e l'inconfondibile sentimentalismo espresso dai suoi lavori lo portarono ad essere successivamente criticato in maniera aspra, soprattutto nel XX secolo.

## Descrizione
Lo sfondo semplice e scuro contrasta con la testa inclinata della Vergine, che al contrario è radiante; l'effetto, peraltro, è accentuato dal copricapo bianco che la stessa indossa. La luce intensa attira lo sguardo dello spettatore verso il luminoso drappeggio blu e le realistiche pieghe del tessuto. La tavolozza del ritratto si concentra, con grande semplicità, su tre tonalità - il rosso, il bianco e il blu - senza che alcun dettaglio possa distogliere l'attenzione dalla figura in preghiera. La Vergine è inondata da una luce splendente e le sue mani sono chiuse insieme con gentilezza; la sua perfetta pelle di porcellana conferisce qualità scultoree alla tela e fa percepire la sua presenza come se fosse reale. La brillantezza del vestito blu, combinata allo sfondo nero, fa risaltare ulteriormente la lucentezza dell'intera figura: per la colorazione dell'abito l'artista ha utilizzato un pigmento costoso, ricavato dai lapislazzuli estratti nella regione nord-orientale dell'Afghanistan.

## Versioni dell'opera
Sassoferrato dipinse svariate versioni di questo soggetto, di cui talune portate a termine personalmente e altre affidate alla sua bottega. 

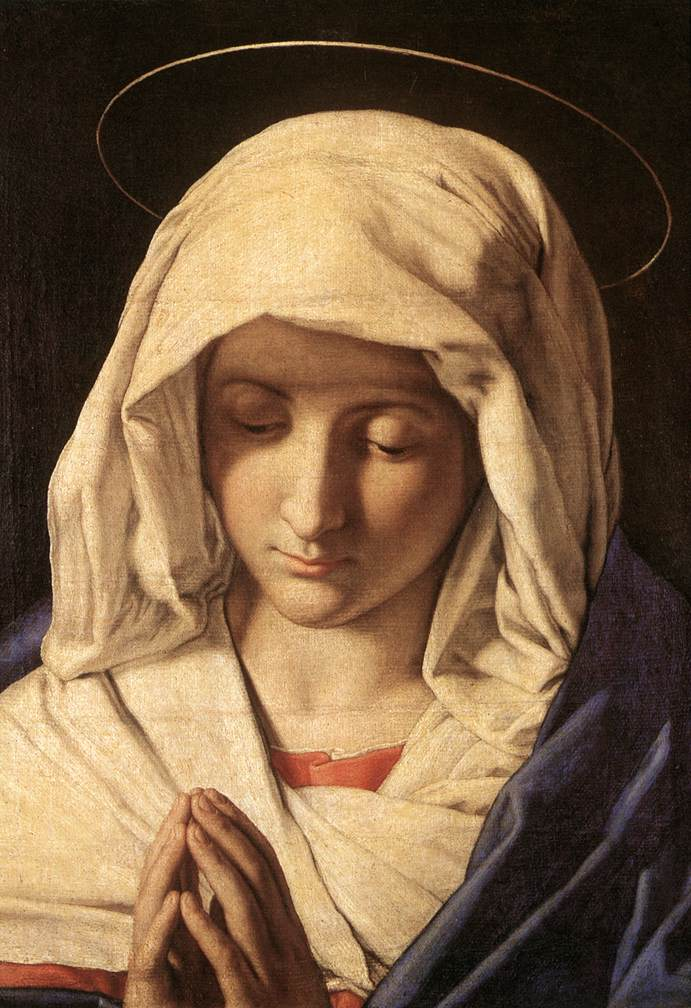
Versione di Bergamo.
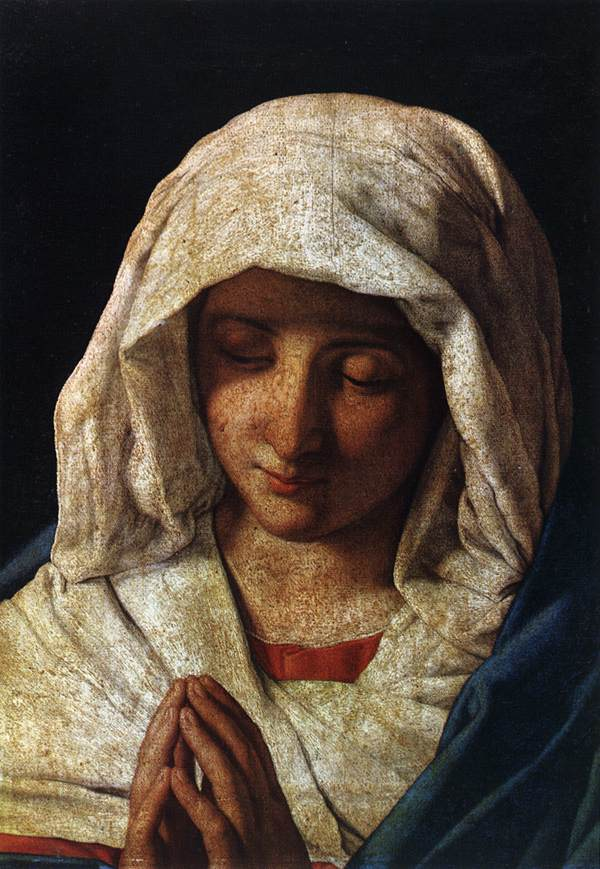
Versione di Venezia.
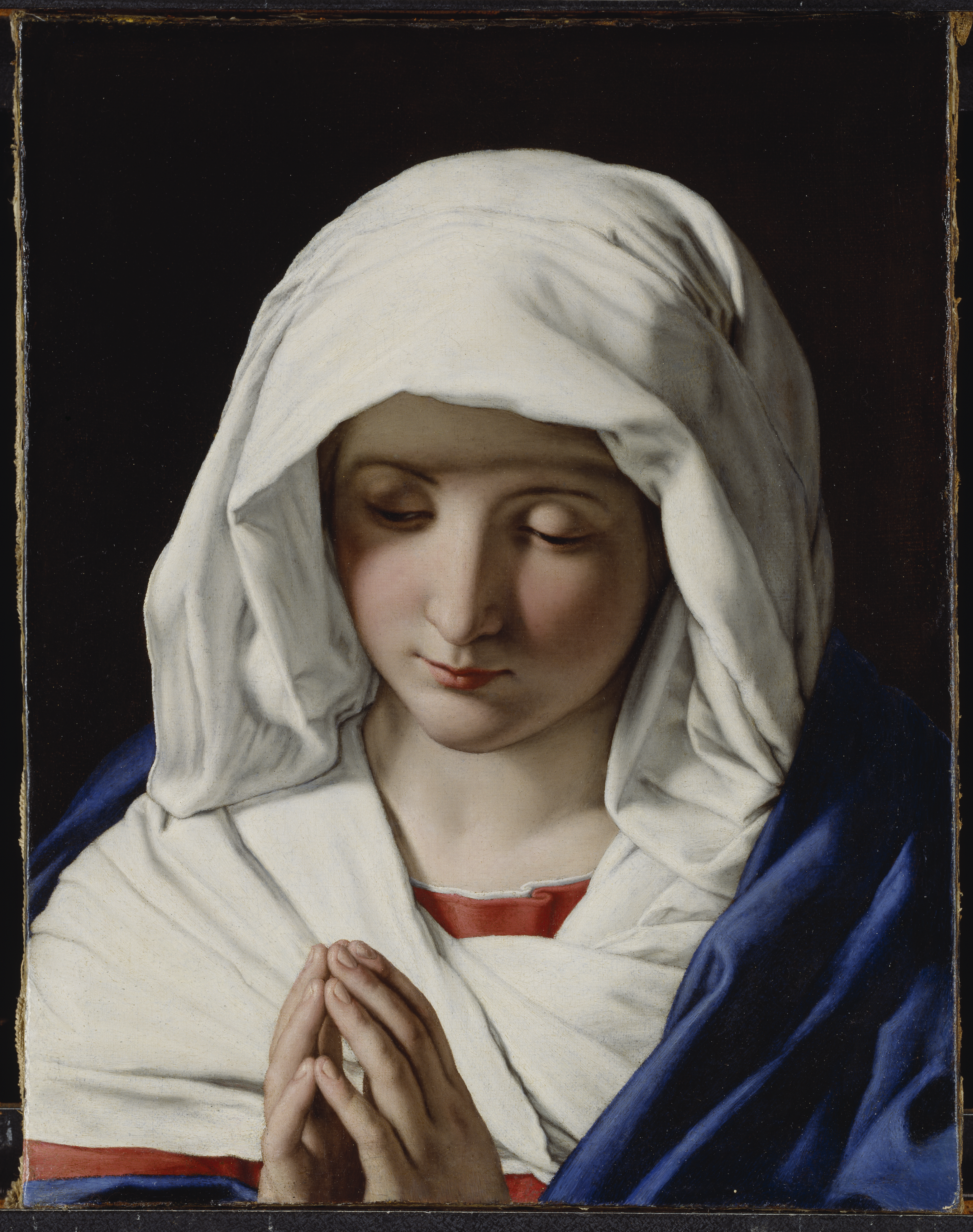
Versione di Stoccolma.
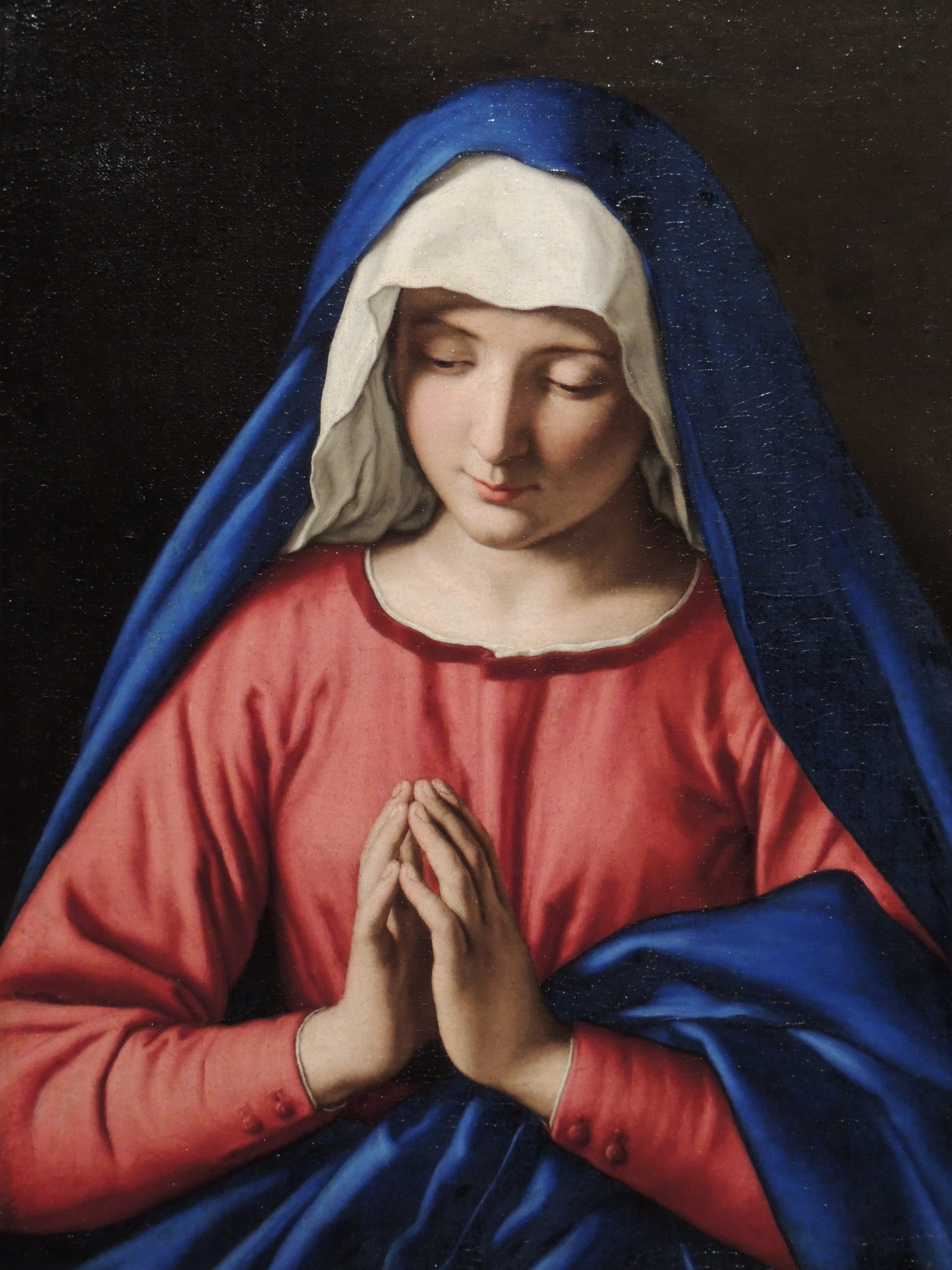
Versione di Strasburgo.